# Audumla
Audumla je bila praiskonska krava u germanskoj mitologiji.

## Mitologija
Audumla je, prema verovanju starih germana bila prva životinja koja se pojavila iz Ginungagape. Nastala je iz otopljenog otrovnog inja. Preživela je tako što je lizala slani led iz koga se na taj način pojavio Buri, praotac bogova. Iz njenog vimena su potekle četiri reke mleka, koje su bile hrana za ledenog diva Imira, prvog stvorenja ikada sačinjenog i praoca ledenih divova.